# Mythbuntu
Mythbuntu was een Linuxdistributie gebaseerd op Ubuntu die de MythTV-mediacentersoftware als hoofdfunctie integreerde. De variant leverde niet alle programma's mee die bij Ubuntu wel meegeleverd werden en gebruikte de desktopomgeving Xfce.
Naar het voorbeeld van andere Linuxdistributies, LinHES en MythDora, werd Mythbuntu ontworpen om de installatie van MythTV op een thuisbioscoop-pc te vereenvoudigen. Na de installatie van Mythbuntu begint het MythTV-installatieprogramma waarin MythTV kan worden geconfigureerd als een frontend (een mediakijker), backend (een mediaserver) of een combinatie van de twee.
Mythbuntu had als doel om nauwe banden met Ubuntu te behouden, zodat veranderingen stroomopwaarts kunnen worden verplaatst ten gunste van de Ubuntu-gemeenschap. Door de nauwe band met Ubuntu zijn eenvoudige conversies tussen desktop- en stand-alone Mythbuntu-installaties mogelijk. De ontwikkelingscyclus van Mythbuntu volgde oorspronkelijk die van Ubuntu, met releases die elke zes maanden plaatsvonden. Beginnend met 12.04 stapte Mythbuntu over op de long term support-releases (LTS) van Ubuntu, die ongeveer om de twee jaar worden uitgebracht.
Op 4 november 2016 kondigde het ontwikkelingsteam het einde van Mythbuntu aan als een aparte distributie met de reden dat er te weinig ontwikkelaars waren. Het team zal de Mythbuntu-pakketbron (repository) blijven onderhouden; de aankondiging adviseerde nieuwe gebruikers om een andere Ubuntu-gebaseerde distributie te installeren en vervolgens MythTV te installeren vanuit de pakketbron.

## Versiegeschiedenis
- Mythbuntu 7.10 Gutsy Gibbon (met MythTV .20) werd uitgebracht op 22 oktober 2007.
- Mythbuntu 8.04 Hardy Heron (met MythTV .21) werd uitgebracht op 24 april 2008.
- Mythbuntu 8.10 Intrepid Ibex (met MythTV .21) werd uitgebracht op 30 oktober 2008.
- Mythbuntu 9.04 Jaunty Jackalope (met MythTV .21-fixes) werd uitgebracht op 23 april 2009.
- Mythbuntu 9.10 Karmic Koala (met MythTV .22) werd uitgebracht op 29 oktober 2009.
- Mythbuntu 10.04 Lucid Lynx (met MythTV .23) werd uitgebracht op 29 april 2010.
- Mythbuntu 10.10 Maverick Meerkat (met MythTV .23.1) werd uitgebracht op 19 oktober 2010.
- Mythbuntu 11.04 Natty Narwhal (met MythTV .24) werd uitgebracht op 28 april 2011.
- Mythbuntu 11.10 Oneiric Ocelot (met MythTV .24) werd uitgebracht op 13 oktober 2011.
- Mythbuntu 12.04 Precise Pangolin (met MythTV .25) werd uitgebracht op 26 april 2012.
- Mythbuntu 14.04 Trusty Tahr (met MythTV .27) werd uitgebracht op 17 april 2014.
- Mythbuntu 16.04 Xenial Xerus (met MythTV .28) werd uitgebracht op 21 april 2016.